# Saint-Germain-du-Corbéis
Saint-Germain-du-Corbéis is een gemeente in het Franse departement Orne (regio Normandië). De plaats maakt deel uit van het arrondissement Alençon. Saint-Germain-du-Corbéis telde op 1 januari 2022 3.648 inwoners.

## Geschiedenis
Tijdens het ancien régime lagen hier twee parochies: Saint-Germain en Saint-Barthélemy. Naast landbouw waren er ook zand- en steengroeven en werd er talg en hennep verwerkt. Er waren ook wevers.
Tussen 1914 en 1933 reed de tram van Alençon door de gemeente.
Tijdens de Tweede Wereldoorlog werden twaalf verzetsstrijders gefusilleerd door de Duitsers in de oude steengroeve Carrière des Aulnays. Hier is een gedenkplaats ingericht.

## Geografie
De oppervlakte van Saint-Germain-du-Corbéis bedroeg op 1 januari 2022 7,52 vierkante kilometer; de bevolkingsdichtheid was toen 485,1 inwoners per km². De gemeente ligt ten zuidwesten van Alençon en wordt van deze stad gescheiden door de Sarthe.

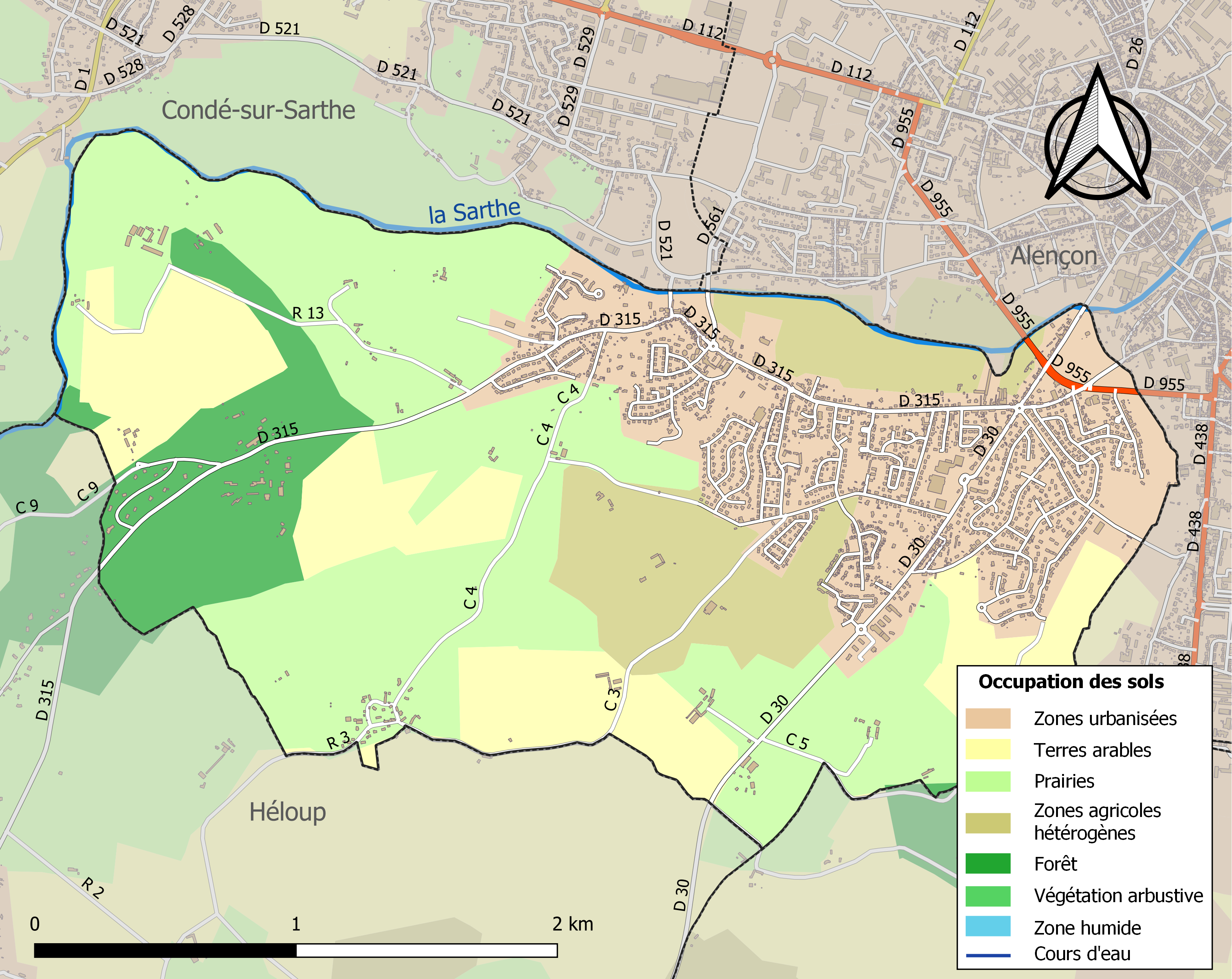
Kaart van de gemeente met belangrijkste infrastructuur, bodemgebruik en omliggende gemeenten

## Demografie
Onderstaande figuur toont het verloop van het inwonertal (bron: INSEE-tellingen).

## Bezienswaardigheden
- Kerk Saint-Germain (19e eeuw, met een Mariabeeld uit de 14e eeuw)
- Kapel Saint-Barthélemy (18e eeuw)
- Château de Chauvigny (1877)
- Château de l’Isle (19e eeuw)